# Врклян, Звонимир
Звонимир Врклян (хорв. Zvonimir Vrkljan; 26 июля 1902, Вуковар — 8 февраля 1999, Загреб) — хорватский архитектор, специализировавшийся на проектировании зданий для образовательных учреждений.

## Биография
Звонимир Врклян родился в Вуковаре в 1902 году. В 1924 году он получил диплом архитектора, окончив обучение в Высшей технической школе Загреба. По завершении университета, Врклян с целью повышения уровня образования отправился в двухгодичную поездку по Италии. Вернувшись в 1926 году на родину, он устроился на работу в архитектурное бюро Игнята Фишера. Набравшись опыта, в 1931 году Звонимир Врклян уволился из бюро Фишера, получил аккредитацию архитектора и начал самостоятельную деятельность. За более чем полвека активной работы Врклян спроектировал около десятка различных зданий. Архитектурную деятельность Звонимир Врклян совмещал с преподавательской, в качестве профессора Архитектурного факультета Загребского университета, где он работал с 1941 по 1972 год. Свои знания об архитектуре и строительных конструкциях он изложил на страницах двух своих учебников, после чего в 1988 году был избран членом Хорватской академии наук и искусств.

## Проекты
В основном Врклян специализировался на проектировании зданий для образовательных учреждений, первым из которых стало здание Торговой академии на площади Петра Крешимира IV, построенной в период с 1931 по 1935 год.

### Здание ветеринарного факультета

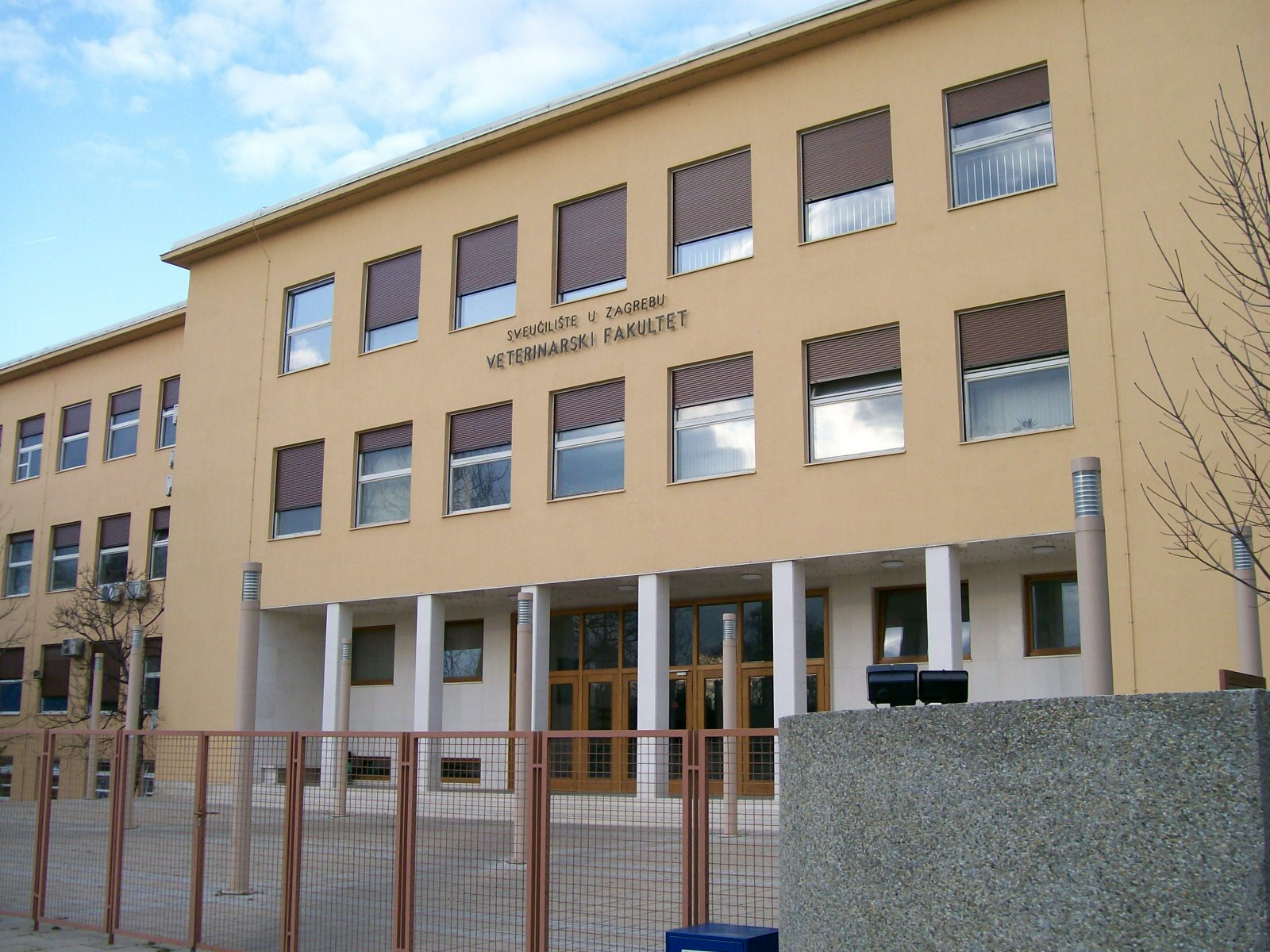
Главный вход в здание Ветеринарного факультета

Второй работой в портфолио Звонимира Вркляна стал проект нового здания Ветеринарного факультета Загребского университета. В 1935 году именно Врклян был выбран сотрудниками главного хорватского вуза в качестве автора проекта будущего здания, призванного заменить собой тесные и неудобные постройки, выделенные этому факультету ранее. При создании чертежей Звонимир Врклян изучил конструкции и особенности различных ветеринарных школ Европы, в результате чего уже в 1936 году он представил заказчику проект, представлявший собой комплекс из трёх параллельно стоящих трёхэтажных зданий соединёнными друг с другом портиками, образующими между тремя зданиями два атриума. Строительство комплекса началось в 1936 году, временно приостановливалось во время Второй мировой войны и наконец было завершено в 1962 году.

### Загребская женская гимназия
Представители, основанной в 1926 году в Загребе, женской средней школы сестёр милосердия после десяти лет работы столкнулись с резким увеличением числа учениц, в связи с чем в 1937 году они были вынуждены обратиться к Звонимиру Вркляну с просьбой о создании проекта нового здания для их школы. Проект, созданный Вркляном представлял собой четырёхэтажное продольное здание, размером 128x18 метров, «растянувшееся» с востока на запад по адресу ул. Савска цеста д.77, к которому предполагалась пристройка двух расположенных поперёк основного здания крыла меньшей этажности, соединённых с основным зданием крытыми переходами. Здание этой школы, построенное по проекту Вркляна в 1939 году, стало одним из первых сооружений, с которых началась застройка пустующего тогда периферийного района Загреба.

### Католический храм в Подгорице

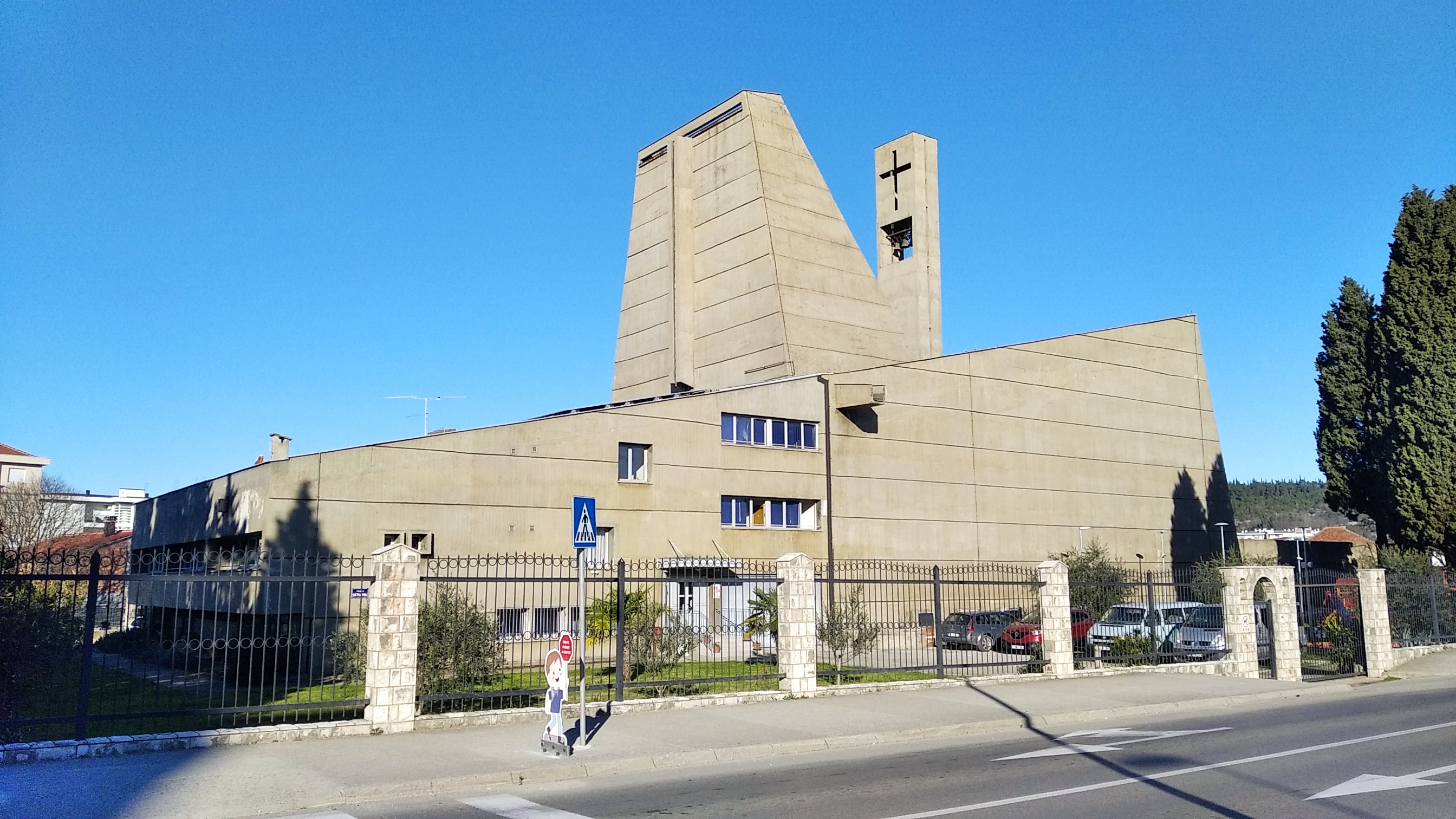
Церковь Пресвятого Сердца Иисуса в Подгорице

В 1963 году Звонимир Врклян вместе со своим ассистентом Борисом Крстуловичем начали разрабатывать проект католического храма, необходимого для нужд, бывшего католиками, албанского населения северной окраины Подгорицы. По задумке Крстуловича будущее здание должно было иметь необычный дизайн, который бы отличал храм от других зданий города. Для этого в качестве архитектурного стиля был выбран популярный в то время брутализм, а материалом для постройки будущего здания стал железобетон. Внешний облик построенного в 1969 году храма представляет собой композицию из двух не имеющих никакой отделки и расположенных под углом геометрических тел: призмы и скошенной усечённой пирамиды. Рядом со зданием церкви находится звонница, за счёт своей высоты являющаяся доминантным сооружением на всей северной окраине черногорской столицы.